# 시바허역
시바허역(중국어: 西坝河站)은 중국 베이징시 차오양구 타이양궁 지구·샹허위안 가도 경계의 북3환동로·시바허 남로·타이양궁 중로 교차로 시바허교 하방에 위치하는 베이징 지하철 12호선과 17호선의 환승역이다. 2023년 12월 30일에 17호선 북부 구간이 개통되었고, 2024년 12월 15일에 12호선이 개통되었다.

## 위치
시바허역은 북3환동로와 시바허 남로가 교차하는 시바허교(西坝河桥) 아래에 위치한다. 12호선의 역은 북3환동로(北三环东路)를 따라 배치되었고 동서 방향으로 연결된다. 17호선의 역은 시바허 남로(西坝河南路)를 따라 남북 방향으로 배치되어 있다. L자형으로 배열되어 있으며 12호선은 17호선 하부를 통과한다.

## 역 구조

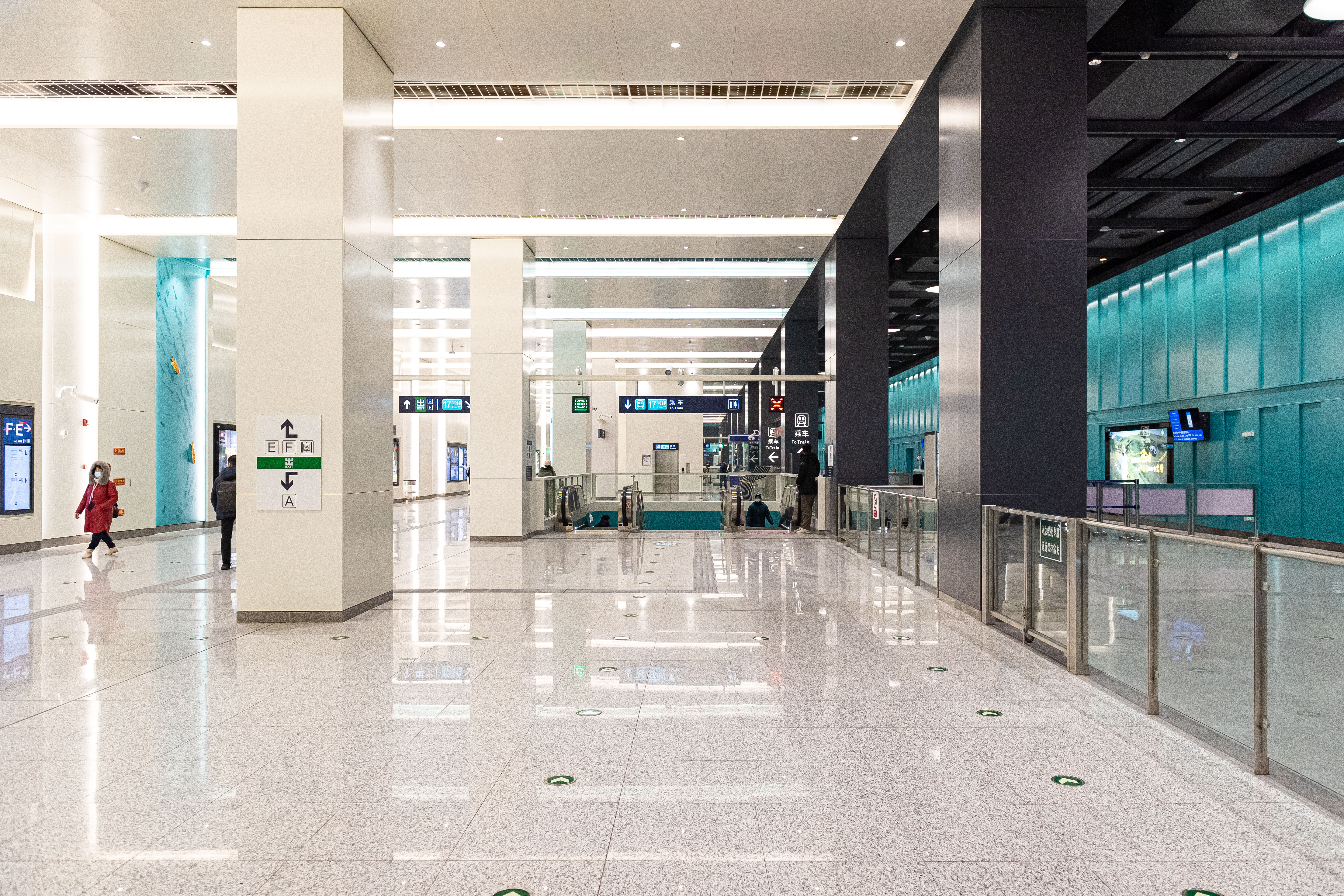
17호선 대합실

12호선 시바허역은 건축 면적 23,890㎡, 승강장 폭 16m, 토사 약 12.132m의 지붕 덮개를 갖춘 지하 2층, 2기둥, 3경간 섬식 승강장으로 설계된 역이다. 약 30.51m의 바닥판 매설 깊이와 2세트의 풍정, 3개의 출입구, 1개의 무장애 이동 시설, 2개의 화재 대피 출구 및 2세트의 무장애 엘리베이터가 있다.
17호선 대합실 벽면에는 "시바허 광영《坝河光影》" 벽화가 있다.

### 층별 구조
| 지면     |                                 | 출입구                                      |
| 지하 1층 | 대합실                          | 고객 문의, 자동 발매기, 출입 게이트         |
| 지하 2층 | ←                               | ■ 17호선 웨이라이커쉐청베이 방면 (타이양궁) |
| 지하 2층 | 섬식 승강장, 왼쪽 출입문이 열림 |                                             |
| 지하 2층 | →                               | ■ 17호선 자후이후 방면 (쭤자좡)             |
| 지하 3층 | ←                               | ■ 12호선 쓰지칭차오 방면 (광시먼)           |
| 지하 3층 | 섬식 승강장, 왼쪽 출입문이 열림 |                                             |
| 지하 3층 | →                               | ■ 12호선 둥바베이 방면 (싼위안차오)         |

## 출입구
시바허역에는 7개의 출입구가 있으며, 그 중 17호선은 A, E, F1, F2 출입구를, 12호선은 B, C, D 출입구를 사용한다.
|                         |                         |                                                    |      |           |
|                         |                         |                                                    |      |           |
| 출구                    | 지시                    | 목적지                                             | 사진 | 편의 시설 |
| ■ 17호선에 연결         |                         |                                                    |      |           |
| 出口 · A                | 시바허 남로(西坝河南路) | 북3환동로(北三环东路)                              |      | 빈칸      |
| ■ 12호선에 연결         |                         |                                                    |      |           |
| 出口 · B                | 시바허 남로(西坝河南路) |                                                    |      |           |
| 出口 · C                | 북3환동로(北三环东路)   |                                                    |      | 빈칸      |
| 出口 · D                | 북3환동로(北三环东路)   | 중국국제전시센터 차오양관(中国国际展览中心 朝阳馆) |      |           |
| ■ 17호선에 연결         |                         |                                                    |      |           |
| 出口 · E                | 시바허 남로(西坝河南路) | 응급종합병원(应急总医院)                           |      |           |
| · 나가기만 가능         | 시바허 남로(西坝河南路) |                                                    |      | 빈칸      |
| 出口 · F · 2            | 시바허 남로(西坝河南路) |                                                    |      | 빈칸      |
| 아이콘 설명: 엘리베이터 |                         |                                                    |      |           |